# Загадка Ендхауза
"Небезпека ,,Дому на околиці''» (англ. Peril at End House) — детективний роман англійської письменниці Агати Крісті 1932 року. Цей твір не вважається одним із найкращих, але є одним з найвідоміших романів Агати Крісті.

## Сюжет
Під час відпочинку на англійському узбережжі, Еркюль Пуаро і капітан Гастінгс знайомляться із молодою й чарівною Нік Баклі. Після першої бесіди з нею, Пуаро показує Гастінгсу кулю, що зачепила капелюшок міс Баклі й повинна була її вбити.
Пуаро вирішує захистити Нік і піймати злочинця. Він і Гастінгс приходять у будинок Нік, що називається «Ендхауз» («будинок на краю»). Пуаро пояснює їй все, а Нік зізнається, що до цього на неї відбулося три замахи, але вона не надала цьому значення, вважаючи за нещасний випадок. Пуаро вирішує вжити заходів обережності й радить Нік покликати до себе подругу, якій вона може довіряти. Нік вирішує запросити свою кузину Меггі Баклі.
Коли до неї приходять гості з метою подивитися на феєрверк, відбувається злочин. Спочатку Пуаро думає, що вмерла Нік, але коли вони підходять до трупа, то бачать, що це Меггі, що переплутали з Нік через червону шаль.
Тепер Пуаро береться за розслідування вбивства й повинен піклуватися про життя Нік Баклі.